# Liste der Monuments historiques in Tréduder
Die Liste der Monuments historiques in Tréduder führt die Monuments historiques in der französischen Gemeinde Tréduder auf.

## Liste der Bauwerke
| Bezeichnung        | Beschreibung                  | Standort | Kennzeichnung | Schutzstatus   | Datum     | Bild           |
| ------------------ | ----------------------------- | -------- | ------------- | -------------- | --------- | -------------- |
| Kirche St-Théodore | Erbaut ab dem 14. Jahrhundert | (Lage)   | PA00089684    | Inscrit Classé | 1989 1911 | weitere Bilder |

## Liste der Objekte
- Monuments historiques (Objekte) in Tréduder in der Base Palissy des französischen Kultusministeriums